# 邓述东
邓述东，中华人民共和国政治人物、全国脱贫攻坚先进个人。

## 生平
邓述东任湘潭县射埠镇农业综合服务中心技术人员。因在脱贫攻坚战中作出突出贡献，2021年2月25日全国脱贫攻坚总结表彰大会上，邓述东被授予“全国脱贫攻坚先进个人”。